# 約翰內森·馬格努斯

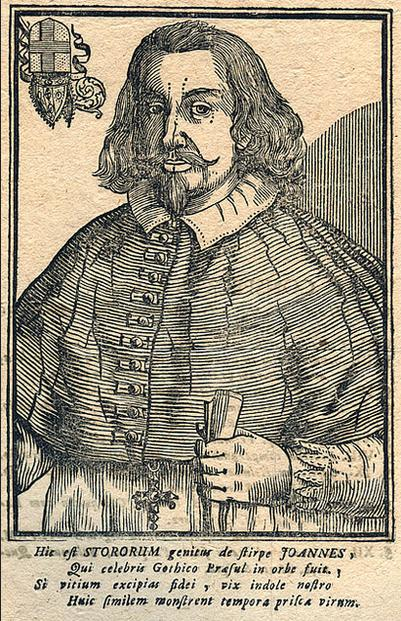
約翰內森·馬格努斯

約翰內森·馬格努斯（1488年3月19日– 1544年3月22日）是瑞典天主教總主教，也是一位神学家、系谱学家和历史学家。生于林雪平。1523年，古斯塔夫·瓦萨提名马格努斯为下一任總主教。就在他即将前往罗马接受任命时，收到了教皇克勉七世頒發的教宗诏书，教皇不承認約翰內森·馬格努斯的總主教地位，要求古斯塔夫·瓦萨恢復前任大主教的地位。
然而古斯塔夫·瓦萨拒绝恢复前任總主教的地位。他无视教宗诏书，擅自在未经教皇批准的情况下任命马格努斯为總主教。不久之后，約翰內森·馬格努斯公开表示反對奧勞斯·彼得里在瑞典传播路德宗的教义。国王于1526年派他出使俄罗斯。与此同时，他的兄弟烏勞斯·馬格努斯前往罗马與教皇交流。1533年，教皇认定马格努斯是最适合的下一任瑞典總主教，于是马格努斯前往罗马接受任命。然而由于瑞典脫離教皇的控制，兄弟俩都留在意大利度过了余生。